# Pfarrkirche Wolfern

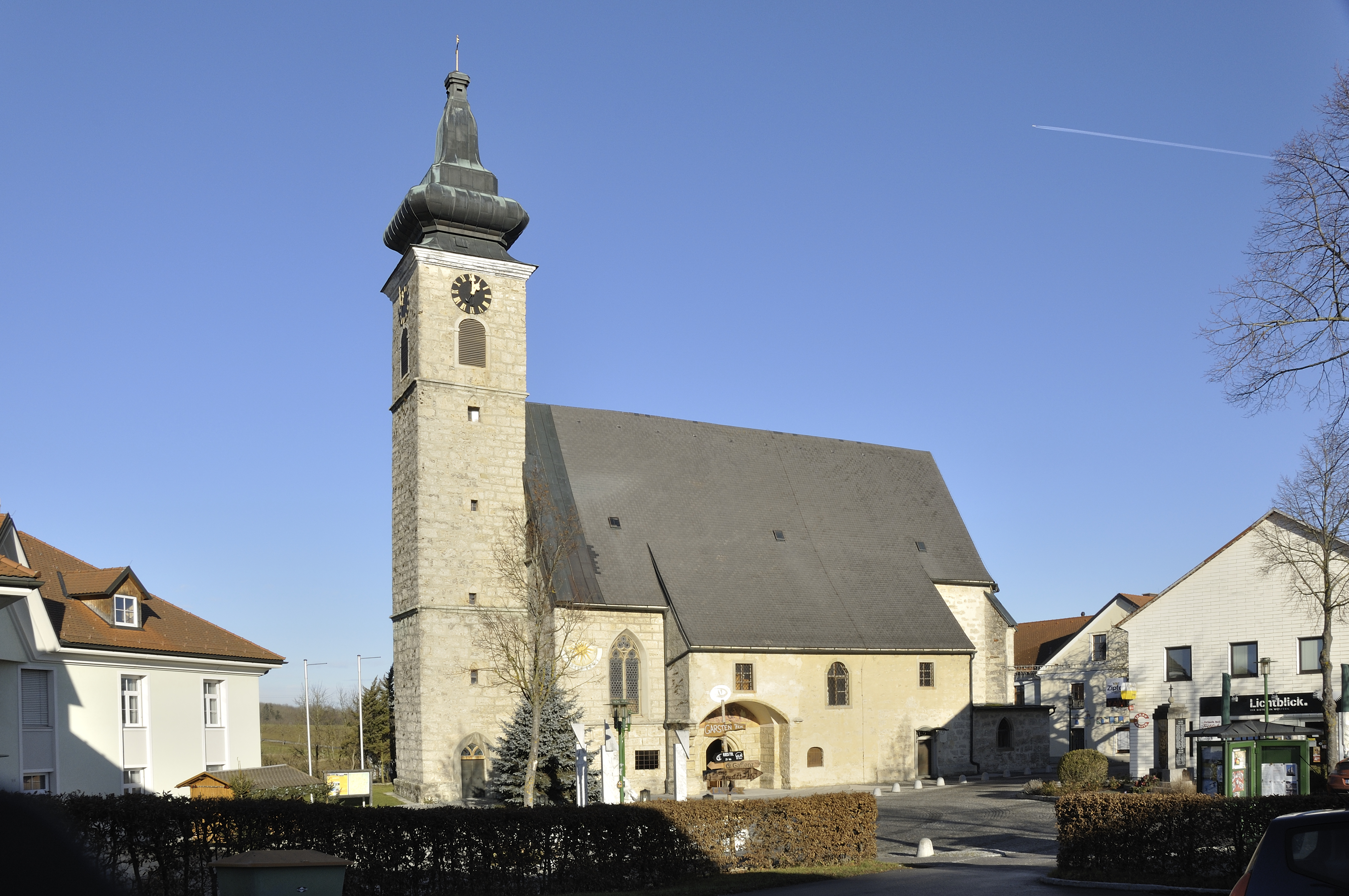
Pfarrkirche hl. Martin in Wolfern

Die Pfarrkirche Wolfern steht in der Marktgemeinde Wolfern in Oberösterreich. Die römisch-katholische Pfarrkirche hl. Martin gehört zum Dekanat Steyr in der Diözese Linz. Die Kirche steht unter Denkmalschutz.

## Geschichte
Der genaue Baubeginn der Martinskirche ist nicht überliefert, die ersten urkundlichen Erwähnungen der „Wolfarer Pharr“ stammen allerdings bereits aus den Jahren 1318(?) und 1339. Diese Zeit war geprägt von Kämpfen zwischen den Katholiken und den Waldensern. Im Zuge dieser Unruhen wurde der Pfarrhof zweimal (1396 und 1397) in Brand gesteckt. Nachdem sich die Wogen geglättet hatten, wurde an der Pfarrkirche großzügig gebaut. Das schöne gotische Hauptportal trägt die Jahreszahl 1523. Um diese Zeit war der Bau – abgesehen von kleineren Anbauten – abgeschlossen.
Die Kirche besaß ursprünglich einen Holzturm, der 1833 abgerissen wurde und an dessen Stelle 1834 eine Sakristei erbaut wurde. In nur halbjähriger Bauzeit wurde der gegenwärtige Turm aus Kremsmünsterer Konglomeratstein errichtet. 1880 wurde schließlich eine neue Sakristei angebaut. 1891 kamen zwei neue Seitenaltäre im neugotischen Stil dazu. 1910 wurde die Kirche generalrenoviert. Der alte Barockaltar von 1630 wurde entfernt, und der neugotische Hochaltar, der sich heute noch in der Kirche befindet, wurde aufgestellt. Außerdem wurde eine neugotische Kanzel angebracht und der Fußboden erneuert. 1929 wurde die Kirche erstmals elektrisch beleuchtet. 1953 wurde das Innere der Kirche renoviert, und 1954 wurde das vergoldete Turmkreuz angebracht. 1980/81 geschah die letzte große Renovierung der Kirche.

## Architektur
Der spätgotische Kirchenbau besteht aus Quadermauerwerk. Der zweijochige netzrippengewölbte Chor hat einen Dreiachtelschluss und trägt im Gewölbe des Chorschlusses zwei kleine Abhänglinge. Die Jahreszahl 1434 über dem jetzigen Hochaltar gibt die Bauzeit dieses Teiles mit dem zierlichen, gotischen Netzgewölbe an. Das zweischiffige dreijochige Langhaus hat ein Kreuzgewölbe auf Pfeilern. Das spätgotische Südportal ist verstäbt und mit 1523 bezeichnet. Das kielbogige Sakristeiportal hat eine Tür mit gotischen Beschlägen. Der Westturm trägt einen Zwiebelhelm.

## Ausstattung
Von der ursprünglichen Inneneinrichtung der Kirche ist nichts mehr erhalten. Sie wurde höchstwahrscheinlich in den Religionswirren und den Bauernkriegen zerstört. Bemerkenswert sind die Bemalungen der Wände des Langhauses, die aus dem 16. Jahrhundert stammen. Die Schrifttafeln mit lateinischen und deutschen Sprüchen, die 12 gotischen Apostelkreuze, die den Altarraum wie ein Ring umschließen, sowie die Bemalungen der zwei Axialpfeiler wurden anlässlich der Kirchenrenovierung 1980/81 freigelegt und restauriert.

## Orgel

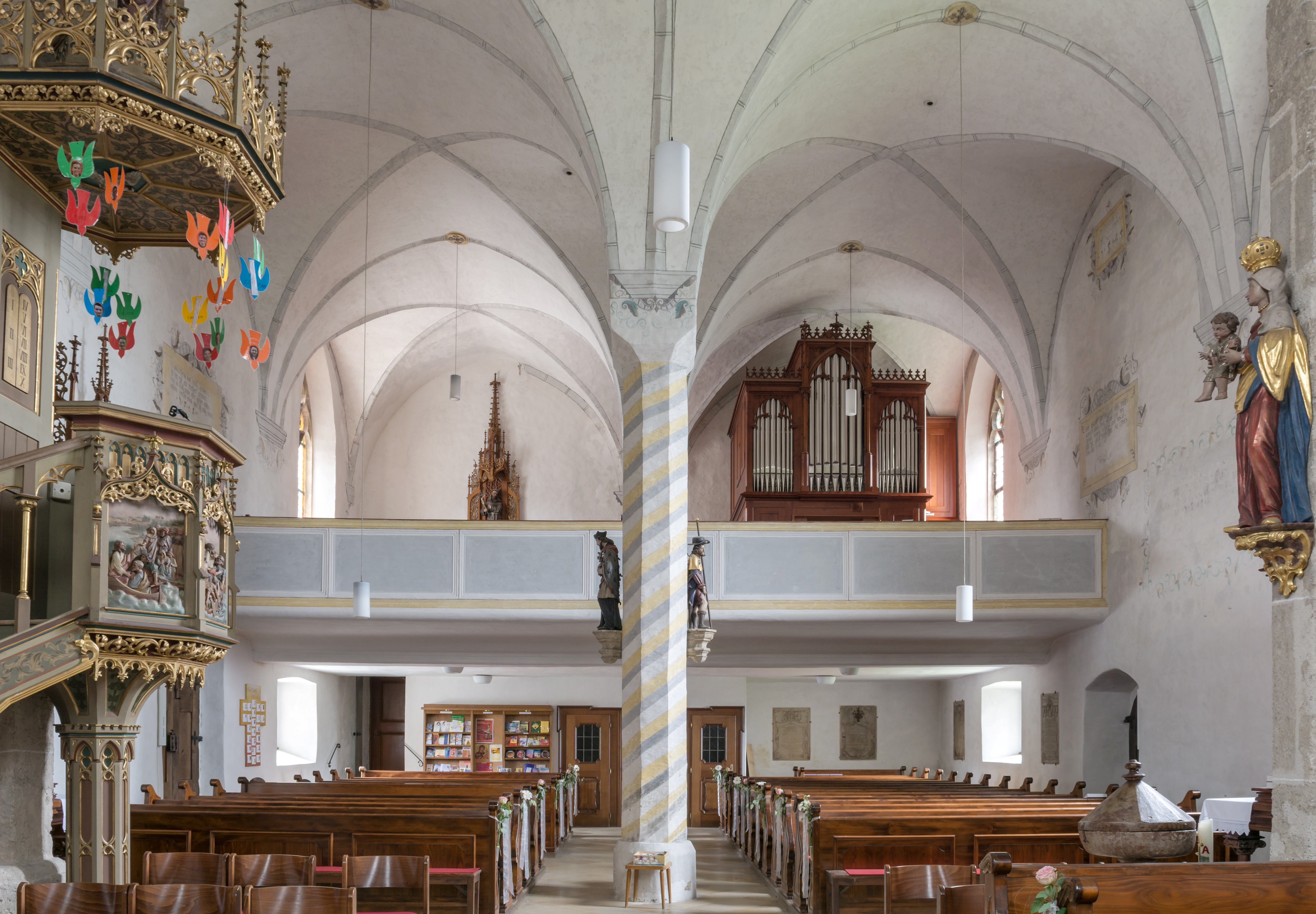
Pieringer-Orgel

Die Orgel wurde von Johann Pieringer geschaffen.
Disposition
| I Hauptwerk C–g3 |       |
| Principal        | 8′    |
| Rohrflöte        | 8′    |
| Salizional       | 8′    |
| Octav            | 4′    |
| Spitzflöte       | 4′    |
| Quinte           | 2 ⁄3′ |
| Superoctav       | 2′    |
| Mixtur IV        | 1 ⁄3′ |
| Trompete         | 8′    |

| II Schwellwerk C–g3 |               |
| Holzgedeckt         | 8′            |
| Viola da Gamba      | 8′            |
| Principal           | 4′            |
| Dolce               | 4′            |
| Sesquialtera        | 2 ⁄3 + 1 3⁄5′ |
| Piccolo             | 2′            |
| Oboe                | 8′            |
| Tremulant           |               |

| Pedal C–f1 |     |
| Subbass    | 16′ |
| Octavbass  | 8′  |
| Choralbass | 4′  |
| Posaune    | 16′ |

- Koppeln: II/I, I/P, II/P

Technische Daten
- Traktur:
  - Tontraktur: mechanisch
  - Registertraktur: mechanisch

Eine Glocke wurde 1792 gegossen.

## Friedhof
Ursprünglich lag der Friedhof rund um die Kirche. 1817 wurde ein neuer Friedhof, etwa 200 m von der Kirche entfernt, angelegt.